# MW-1
MW-1(Mehrzweckwaffe 1)はドイツ（旧西ドイツ）が開発した子爆弾・地雷散布クラスター爆弾。イギリス製のJP233と類似の滑走路破壊用兵器で、本来トーネード IDS専用の装備であるが、F-104やF-4にも装備可能である。

## 概要
MW-1は機体下部に搭載される大型ディスペンサーであり、112個の地雷・子爆弾が格納されている。攻撃の際は、低空侵攻により目標上空を航過しつつ、各子爆弾・地雷を散布し、攻撃終了後は、爆弾収納部を投棄する仕組みである。

## 子爆弾の種類
KB 44 (Kleinbombe 44)
車両や航空機のような非装甲あるいは軽装甲の目標を破壊するための小爆弾。
MUSPA (Multi-Splitter-Passiv-Aktiv)
目標エリアを移動する航空機や車両を破壊あるいは損傷を与える、即発あるいは時限式の地雷。能動あるいは受動センサーで作動し、2,100個の金属片を飛散させる。
MUSA (Multi-Splitter-Aktiv)
能動センサーを有する即発あるいは時限式の地雷。
MIFF (Mine-Flach-Flach)
磁場センサー起動式の対戦車地雷。
STABO (Startbahnbombe)
滑走路破壊用爆弾。最初の爆発で滑走路舗装面に穴を開け、その後2度目の爆発でそれを拡大させ、修復困難な状態に陥れる。